# فایراستورم
فایراستورم (به انگلیسی: Firestorm) عنوان چندین شخصیت خیالی ابرقهرمان در کتاب‌های کامیک آمریکایی منتشر شده توسط دی‌سی کامیکس است. رانی ریموند و مارتین استاین به عنوان نخستین تجسم از این شخصیت در شمارهٔ ۱ از فایراستورم مرد هسته‌ای حضور پیدا کردند که توسط جری کانوی و ال میلگورم خلق شده‌است. فایراستورم توسط انفجار شتاب دهندهٔ ذرات در آزمایشگاه دکتر هریسون ولز (ایوبارد ثاون-فلش معکوس) به وجود آمد.

در یکی از کراس اورها (بحران در زمینX) در یکی از صحنه‌های درگیری قهرمانان با سربازان نازی پروفسور استاین بسیار مجروح شد و برای درمان به سفینهٔ موج سوار منتقل شد. اما وی بسیار آسیب دیده بود و گیدیون نتوانست کاری کند و پروفسور جان باخت و جفرسون (نیمه دوم فایر استورم) هم سفینه را ترک کرد.
اولین حضور او در مجموعه تلویزیونی دنیای مشترک کماندار با نقش آفرینی رابی امل و ویکتور گاربر بود و همچنین در سریال افسانه‌های فردا، فرانز درامه نقش وی را ایفا کرده‌است.

## حضور در رسانه‌ها
- فرانز درامه و ویکتور گاربر در انیمیشن سریالی ویکسن صداپیشه فایراستورم (ترکیب جفرسون جکسون و مارتین استاین) بودند.
- فرانز درامه و ویکتور گاربر در سریال افسانه‌های فردا ایفاگر نقش فایراستورم (ترکیب جفرسون جکسون و مارتین استاین) بودند.
- فرانز درامه و ویکتور گاربر در سریال فلش ایفاگر نقش فایراستورم (ترکیب جفرسون جکسون و مارتین استاین) بودند.
- رابی امل و ویکتور گاربر در سریال فلش ایفاگر نقش فایراستورم (ترکیب رانی ریموند و مارتین استاین) بودند.
- سدریک یاربروگ در انیمیشن لیگ عدالت: فاجعه در دو زمین، صداپیشه فایراستورم (نیمه جیسون راچ) بود.